# Episodi di Backstrom
La prima stagione della serie televisiva Backstrom è stata trasmessa in prima visione negli Stati Uniti dall'emittente Fox dal 22 gennaio al 30 aprile 2015.
In Italia la stagione va in onda in prima visione sul canale satellitare Fox Crime dal 24 febbraio 2015.
| nº | Titolo originale                          | Titolo italiano           | Prima TV USA     | Prima TV Italia  |
| -- | ----------------------------------------- | ------------------------- | ---------------- | ---------------- |
| 1  | Dragon Slayer                             | Uccidete il drago         | 22 gennaio 2015  | 24 febbraio 2015 |
| 2  | Bella                                     | Bella                     | 29 gennaio 2015  | 3 marzo 2015     |
| 3  | Takes One to Know One                     | Pugnalata al cuore        | 5 febbraio 2015  | 10 marzo 2015    |
| 4  | I Am a Bird Now                           | Ora sono un uccello       | 12 febbraio 2015 | 17 marzo 2015    |
| 5  | Bogeyman                                  | L'uomo nero               | 19 febbraio 2015 | 24 marzo 2015    |
| 6  | Ancient, Chinese, Secret                  | Omicidio a Chinatown      | 26 febbraio 2015 | 31 marzo 2015    |
| 7  | Enemy of My Enemies                       | Il nemico dei miei nemici | 5 marzo 2015     | 7 aprile 2015    |
| 8  | Give 'Til It Hurts                        | Finché fa male            | 26 marzo 2015    | 14 aprile 2015   |
| 9  | The Inescapable Truth                     | L'inevitabile verità      | 2 aprile 2015    | 21 aprile 2015   |
| 10 | Love Is a Rose and You Better Not Pick It | L'amore è una rosa        | 9 aprile 2015    | 28 aprile 2015   |
| 11 | I Like to Watch                           | Il fascino dell'artista   | 16 aprile 2015   | 5 maggio 2015    |
| 12 | Corkscrewed                               | Vini pregiati             | 23 aprile 2015   | 12 maggio 2015   |
| 13 | Rock Bottom                               | L'ultima indagine         | 30 aprile 2015   | 19 maggio 2015   |

## Uccidete il drago
- Titolo originale: Dragon Slayer
- Diretto da: Mark Mylod
- Scritto da: Hart Hanson

### Trama
Il detective della squadra omicidi della Polizia di Portland Everett Backstrom, forma una squadra chiamata Unità Crimini Speciali, e indaga sulla strana morte del figlio di un senatore avvenuto in un campus universitario. Dopo aver deriso i rischi per la salute, Backstrom si spara durante un'incursione nel club di uno spacciatore di eroina.

## Bella
- Titolo originale: Bella
- Diretto da: Alex Chapple
- Scritto da: Joe Hortua

### Trama
Backstrom indaga su una serie di incendi dolosi insieme alla sua squadra, e per di più indaga sui furti dalle scene degli incendi, prendendo di mira i vigili del fuoco che erano stati suoi bulli.

## Pugnalata al cuore
- Titolo originale: Takes One to Know One
- Diretto da: Randy Zisk
- Scritto da: Hart Hanson

### Trama
Backstrom e la SCU indaga sull'omicidio di un pastore avvenuto in una chiesa. L'ex fidanzata di Backstrom, nuovo capo del comitato di supervisione civile indaga anch'essa sull'omicidio. Lo stesso Backstrom dice al suo medico la verità per ottenere sonniferi.

## Ora sono un uccello
- Titolo originale: I Am a Bird Now
- Diretto da: David Boyd
- Scritto da: Karyn Usher

### Trama
Backstrom e la SCU indaga sull'omicidio di un travestito; Backstrom è chiamato a testimoniare davanti al comitato di supervisione civile, e Moto considera di spergiurare se stesso per corroborare la storia di Backstrom.

## L'uomo nero
- Titolo originale: Bogeyman
- Diretto da: Jeff Woolnough
- Scritto da: Eli Attie e Hart Hanson

### Trama
Backstrom deve trovare una ragazza scomparsa prima che sia troppo tardi, sospettando di un predatore sessuale.

## Omicidio a Chinatown
- Titolo originale: Ancient, Chinese, Secret
- Diretto da: Sarah Pia Anderson
- Scritto da: Thomas Wong

### Trama
Backstrom indaga sull'omicidio di un uomo avvenuto a Chinatown coinvolto in una bisca. La Niedermayer si avvicina ad un uomo, che è in programma di protezione.

## Il nemico dei miei nemici
- Titolo originale: Enemy of My Enemies
- Diretto da: Jace Alexander
- Scritto da: Andrew Miller

### Trama
La SCU dà la caccia ad un attivista collegato ad un micidiale attentato all'oleodotto, e anche lo sceriffo Blue Backstrom sta lavorando al caso e Backstrom è determinato a catturare il colpevole.

## Finché fa male
- Titolo originale: Give 'Til It Hurts
- Diretto da: Rob Hardy
- Scritto da: Karine Rosenthal

### Trama
Backstrom e la SCU indagano sull'omicidio di una donna ricca, andando sotto copertura ad un evento di beneficenza. L'ex compagna di Backstrom mette una chip per ingannare il dottor Dep.

## L'inevitabile verità
- Titolo originale: The Inescapable Truth
- Diretto da: Michael Offer
- Scritto da: Eli Attie

### Trama
Backstrom e la SCU indaga sull'omicidio di un musicista tossicodipendente nonché testimone materiale di un criminale.

## L'amore é una vita
- Titolo originale: Love Is a Rose and You Better Not Pick It
- Diretto da: Kevin Hooks
- Scritto da: Joe Hortua

### Trama
Backstrom indaga sull'omicidio di un uomo avvenuto in un roseto cittadino, confrontandosi anche con i suoi problemi di intimità e le circostanze della morte di sua madre.

## Il fascino dell'artista
- Titolo originale: I Like to Watch
- Diretto da: Adam Arkin
- Scritto da: Karine Rosenthal

### Trama
Backstrom indaga sull'omicidio di un artista, connettendosi con un altro artista che vive in una bolla.

## Vini pregiati
- Titolo originale: Corkscrewed
- Diretto da: Jeffrey Walker
- Scritto da: Andrew Miller

### Trama
Backstrom e la SCU indaga sull'omicidio di un criminale, portandoli ad un'operazione di vino.

## L'ultima indagine
- Titolo originale: Rock Bottoms
- Diretto da: Kevin Hooks
- Scritto da: Hart Hanson

### Trama
Backstrom lavora con il capitano Rocha alla ricerca di uno spacciatore omicida, per accusare suo padre di corruzione e salvare la sua carriera alla luce del referto medico del dottor Deb.